# Caroline Ryan
Caroline Ryan (Thomastown, 10 de octubre de 1979) es una deportista irlandesa que compitió en ciclismo en la modalidad de pista, especialista en la prueba de puntuación.
Ganó una medalla de bronce en el Campeonato Mundial de Ciclismo en Pista de 2012, en la carrera por puntos.

## Medallero internacional
| Campeonato Mundial | Campeonato Mundial    | Campeonato Mundial | Campeonato Mundial |
| Año                | Lugar                 | Medalla            | Competición        |
| ------------------ | --------------------- | ------------------ | ------------------ |
| 2012               | Melbourne (Australia) | Medalla de bronce  | Puntuación         |